# Mariola Ziętek
Mariola Ziętek (* 1989) ist eine polnische Rennrodlerin.
Mariola Ziętek vom ULKS Łoś Gołdap startet seit der Saison 2007/08 im Rennrodel-Weltcup. Ihr Debüt gab sie beim Rennen in Winterberg, wo sie auf den 32. Platz kam. Zudem startete sie im Mannschaftswettbewerb, wo sie mit dem polnischen Team um Maciej Kurowski, Grzegorz Piekarski und Marcin Piekarski Zehnte wurde. Beste Resultate erreichte sie mit 25. Plätzen in Sigulda. In der Gesamtwertung wurde Ziętek 31. Die Weltmeisterschaften in Oberhof brachten der Polin einen 30. Platz im Einzelrennen und Rang zehn mit der Mannschaft. In der Saison 2008/09 konnte sie sich weiter verbessern. Abgesehen vom Rennen in Cesana Pariol startete die in allen Saisonrennen und wurde 28. der Gesamtwertung. In Winterberg verbesserte sie ihr bestes Einzelresultat auf Platz 23. Bei den Weltmeisterschaften in Lake Placid belegte Ziętek Rang 28.
| Personendaten    | Personendaten          |
| ---------------- | ---------------------- |
| NAME             | Ziętek, Mariola        |
| ALTERNATIVNAMEN  | Zietek, Mariola        |
| KURZBESCHREIBUNG | polnische Rennrodlerin |
| GEBURTSDATUM     | 1989                   |